# Bombón de azúcar
"Bombón de Azúcar" é uma canção do cantor porto-riquenho Ricky Martin, lançada como sexto single de seu terceiro álbum de estúdio, A Medio Vivir (1995). A canção teve lançamento oficial como single em 30 de setembro de 1996, no formato de CD Single.
A canção alcançou a décima-primeira posição na Latin Pop Airplay da Billboard.
Remixes da canção foram incluídas no single europeu de "Te Extraño, Te Olvido, Te Amo". "Bombón de Azúcar" também foi regravado pelo grupo La Secta AllStar.

## Formatos e lista de faixas
US promotional CD single
1. "Bombón de Azúcar" – 4:58

## Charts
| Chart (1996)                     | Melhor posição |
| -------------------------------- | -------------- |
| U.S. Billboard Latin Pop Airplay | 12             |